# Haplochromis prognathus
Haplochromis prognathus är en fiskart som först beskrevs av Pellegrin, 1904.  Haplochromis prognathus ingår i släktet Haplochromis och familjen Cichlidae. IUCN kategoriserar arten globalt som otillräckligt studerad. Inga underarter finns listade i Catalogue of Life.